# Jiang Ying
Jiang Ying, född 19 juli 1963 i Rongcheng i Shandong, är en kinesisk före detta volleybollspelare. Hon blev olympisk guldmedaljör i volleyboll vid sommarspelen 1984 i Los Angeles.